# Folker Schramm
Folker Schramm (* 29. März 1947 in Mittweida) ist ein deutscher Musikpsychologe und Musikpädagoge. Er war seit 1992 Direktor des Städtischen Konservatoriums Osnabrück und danach Gründungsdekan und Direktor des Instituts für Musikpädagogik an der Fachhochschule Osnabrück (heute Institut für Musik der Hochschule Osnabrück).

## Leben
Nach dem Abitur (1965) studierte Schramm an der Humboldt-Universität zu Berlin Musikpädagogik, Musikwissenschaft und Psychologie und schloss das Studium 1969 mit dem Diplom ab. Danach war er Doktorand am Institut für Hochschulbildung der Humboldt-Universität, wo er 1972 zum Dr. paed. promovierte und bis 1975 als Assistent im Rahmen der hochschulpädagogischen Weiterbildung von Hochschullehrern tätig war. 1975 wechselte Schramm als Oberassistent für Psychologie und Pädagogik an die Musikhochschule "Hanns Eisler" Berlin und erwarb 1979 für beide Studienfächer die Facultas Docendi.
Schramm war seit 1965 zudem Mitglied des Sinfonieorchesters der Humboldt-Universität, dessen Leitung er 1975 als Universitätsmusikdirektor übernahm und – neben seiner Vorlesungstätigkeit – an der Musikhochschule von 1976–1978 – absolvierte er ein Kapellmeister-Studium bei Heinz Fricke. 1984 erhielt er auf Empfehlung von Herbert von Karajan, den er 1981 in Leipzig kennengelernt hatte, eine Einladung als Referent zum 2. Internationalen Herbert von Karajan Symposium in Wien. Er benutzte diese Vortragsreise für seine Flucht aus der DDR.
Zunächst übernahm Folker Schramm Lehraufträge an den Konservatorien Hamburg und Mainz in den Fächern Pädagogische Psychologie und Dirigieren. 1986 wurde er Leiter der Studienabteilung am Peter-Cornelius-Konservatorium Mainz und ein Jahr später dort Stellvertretender Direktor. 1992 folgte er einem Ruf als Direktor des Städtischen Konservatoriums Osnabrück. Ab 1994 war er in dieser Funktion für die Vorbereitung der Überführung der Studienabteilung des Städtischen Konservatoriums in die Fachhochschule Osnabrück verantwortlich, mit dem Ziel der Gründung eines Instituts für Musikpädagogik (heute Institut für Musik der Hochschule Osnabrück). 2000 wurde er zum Professor berufen und vom Senat der Hochschule als Gründungsdekan und Vorsitzender der Errichtungskommission mit der organisatorischen Leitung der Institutsgründung beauftragt. Von 2001 bis 2006 war Folker Schramm der erste Leiter des Instituts für Musik. In der Lehre vertrat er die Fächer Pädagogische Psychologie und Dirigieren.
Schramm ist seit 1986 Mitglied der Deutschen Gesellschaft für Musikpsychologie und seit 1999 Mitglied der Wissenschaftlichen Gesellschaft der Universität Osnabrück. Seit 2015 ist Folker Schramm emeritiert.

## Ausgewählte Vorträge und Publikationen
- Zu einigen psychophysiologischen Entstehungs- und Wirkungsfaktoren der musikalischen Erlebnisfähigkeit (2. Herbert von Karajan Symposium der Gesellschaft der Musikfreunde Wien 1984)
- Der Computer – Hoffnung oder Sackgasse für die Zukunft der Musik (Wiener Symposium für Elektronische Musik, Wien 1986)
- Ist mein Kind musikalisch ? Der Mutzen der Hirnforschung für die musikpädagogische Praxis (Herbert von Karajan-Zentrum Wien; Vortrag in der Reihe "Musik-Medizin-Gehirn" 2000)
- Impulse aus der Hirnforschung für notwendige Veränderungen in der pädagogischen Praxis und Studienausbildung (Osnabrücker Wissenschaftliche Gesellschaft 2002)
- Klangräume – Raumklänge, oder warum wir auch für die Musik Paläste bauen (Mediale Präsentation – Universität Osnabrück 2017)
- Psychologische Grundlagen des Verhalten sowie Konsequenzen für die Gestaltung (musik)pädagogischer Tätigkeiten (Vorlesung-Skript, Institut für Musik der Hochschule Osnabrück 1994)
- Zur Problematik der Motivationsentwicklung in der pädagogisch-psychologischen Ausbildung von Diplom-Musikpädagogen (Schriften der Hochschule für Musik Hanns Eisler Berlin, Heft 1 1980)
- Erziehung zur Musik – Gespräch mit Daniel Schaffran (Ztschr. Üben und Musizieren, Heft 6 1987) "Ungenügend auf die künftige Berufspraxis vorbereitet ? Zum Problem der Berufsorientierung während des Studiums von Diplom-Musikschullehrern (Ztschr.:Üben und Musizieren, Heft 2, 1997)

| Personendaten    | Personendaten                  |
| ---------------- | ------------------------------ |
| NAME             | Schramm, Folker                |
| KURZBESCHREIBUNG | deutscher Musikwissenschaftler |
| GEBURTSDATUM     | 29. März 1947                  |
| GEBURTSORT       | Mittweida                      |